# Pinheyschna moori
Pinheyschna moori là loài chuồn chuồn trong họ Aeshnidae. Loài này được Pinhey mô tả khoa học đầu tiên năm 1981.